# Kike Salas
Pour les articles homonymes, voir Salas.
Kike Salas, né le 23 avril 2002 à Morón de la Frontera en Espagne, est un footballeur espagnol qui évolue au poste de défenseur central au Séville FC.

## Biographie

### En club
Né à Morón de la Frontera en Espagne, Kike Salas est formé par le Séville FC. Il est intégré à l'équipe première à l'été 2022, lors des matchs de présaisons.
Salas joue son premier match avec l'équipe première le 10 septembre 2022, face à l'Espanyol de Barcelone, où il est directement titularisé. Séville l'emporte par trois buts à deux ce jour-là.
Il fait sa première apparition en Ligue des champions, le 14 septembre 2022 contre le FC Copenhague. Il est titularisé et les deux équipes se neutralisent (0-0 score final),.
Salas marque son premier but en professionnel avec Séville, le 30 décembre 2022, lors d'une rencontre de championnat face au Celta de Vigo. Titulaire, il marque le but égalisateur de son équipe (1-1 score final).
Le 31 janvier 2023, Kike Salas prolonge son contrat avec Séville jusqu'en juin 2026 avant d'être prêté jusqu'à la fin de la saison au CD Tenerife.

## Vie privée
Outre le football, Kike Salas s'est distingué dans un autre sport durant sa jeunesse, le padel, étant sacré champion en 2011. Ses parents gèrent un club de padel dans sa ville natale de Morón de la Frontera. Kike Salas est également le neveu de l'ancien footballeur Víctor Salas (en).

## Statistiques
Le tableau ci-dessous retrace la carrière de Kike Salas depuis ses débuts :

### Statistiques détaillées
| Saison                | Club                  | Championnat           | Championnat | Championnat | Coupe(s) nationale(s) | Coupe(s) nationale(s) | Compétition(s) continentale(s) | Compétition(s) continentale(s) | Compétition(s) continentale(s) | Total | Total |
| Saison                | Club                  | Division              | M.          | B.          | M.                    | B.                    | Comp.                          | M.                             | B.                             | M.    | B.    |
| 2022-2023             | Séville FC            | LaLiga                | 6           | 1           | 2                     | 0                     | C1+C3                          | 2+0                            | 0+0                            | 10    | 1     |
| 2023-2024             | Séville FC            | LaLiga                | 17          | 2           | 3                     | 0                     | C1                             | 2                              | 0                              | 22    | 2     |
| Sous-total            | Sous-total            | Sous-total            | 23          | 3           | 5                     | 0                     | -                              | 4                              | 0                              | 32    | 3     |
| 2022-2023             | CD Tenerife (prêt)    | LaLiga 2              | 7           | 0           | -                     | -                     | -                              | -                              | -                              | 7     | 0     |
| Sous-total            | Sous-total            | Sous-total            | 7           | 0           | 0                     | 0                     | -                              | 0                              | 0                              | 7     | 0     |
| Total sur la carrière | Total sur la carrière | Total sur la carrière | 30          | 3           | 5                     | 0                     | -                              | 4                              | 0                              | 39    | 3     |